# Владан Бојанић
Владан Бојанић (Белотић, 26. јул 1919 — Београд, 12. новембар 2003) био је учесник Народноослободилачке борбе, друштвено-политички радник СФР Југославије и СР Србије, начелник Управе државне безбедности (УДБ) за Србију од 28. фебруара 1953. године до 20. августа 1955. године, као и Државни секретар за унутрашње послове НР Србије, од 1962. до 1963. године.

## Биографија
Рођен је 26. јула 1919. године у Белотићу. Након основне школе, у Ваљеву је завршио гимназију. Пре Другог светског рата био је студент права на Београдском универзитету.
Био је учесник догађаја од 7. јула 1941. у селу Бела Црква, код Крупња. Тога јутра, Миша Пантић је дошао до Бојанићеве куће, који је у то време био секретар партијске ћелије КПЈ у том крају, да се договоре о организацији збора током Ивањданског народног сабора, на ком би се обратили народу и позвали га на борбу против окупатора и фашизма. Након збора, Рађевачка партизанска чета је кренула даље путем шуме, али их је Бојанић сустигао и известио их о томе да два жандарма растерују народ, те се главнина чете са Жикицом Јовановићем Шпанцем вратила и супротставила се жандармима. Тада су у размени ватре страдала оба жандарма. Како није више могао остати у селу, Бојанић се са још неколико младића придружио чети која ће потом ступити у састав Ваљевског партизанског одреда. Борио се касније и у редовима Прве личке пролетерске ударне бригаде и налазио се у Политичком одељењу (Политоделу) бригаде.
Из рата је изашао са чином мајора Озне. По завршетку рата, био је на школовању у Совјетском Савезу, на Академији Народног комесаријата унутрашњих послова (НКВД). Био је учесник акције хапшења Драгољуба Михаиловића, 1946. године. У Управи државне безбедности (УДБ) обављао је бројне одговорне дужности, те је од 28. фебруара 1953. до 20. августа 1955. године био начелник Удбе за Србију. Био је и Државни секретар за унутрашње послове НР Србије од 1962. до 1963. године. Након тога, обављао је дужност члана и председника Одбора за унутрашњу политику Извршног већа СР Србије.
У браку са супругом Јелом Бојанић (1919—1994) имао је сина Зорана и ћерку Весну.
Преминуо је 12. новембра 2003. године у Београду. Сахрањен је на Новом гробљу у Београду.
Носилац је Партизанске споменице 1941. и других југословенских одликовања, међу којима су — Орден братства и јединства са златним венцем, Орден за храброст и др.